# Colégio Estadual Dezenove de Dezembro
Colégio Estadual Dezenove de Dezembro é um colégio da rede pública de ensino do estado do Paraná, localizado na região central de Curitiba.

## História
Histórica e importante instituição de ensino do Paraná, foi fundado em 1911 com a denominação de "Grupo Escolar Dezenove de Dezembro", durante a quarta e última gestão do então governador Francisco Xavier da Silva. Sua denominação é uma homenagem à data da Emancipação Política do Paraná da Província de São Paulo.
O surgimento do colégio foi a conclusão de um ciclo de inovação da educação paranaense, iniciada pelo próprio governador Xavier da Silva quando inaugurou o Grupo Escolar Dr. Xavier da Silva, em 1904, para ser um modelo de referência nas inovações estruturais do ensino do estado no início do século XX. Como já mencionado, este ciclo fechou-se com a inauguração de alguns colégios entre 1911 e 1912, entre eles, o Dezenove de Dezembro que teve como modelo, instituições de ensino de países europeus e dos Estados Unidos, por reunir, em um mesmo ambiente (ou prédio), várias turmas de alunos, bem como, o ensino seriado.
Em 1971, o colégio teve alterada sua denominação para Escola Estadual Dezenove de Dezembro Ensino de 1º Grau Regular e Supletivo e por fim, em 1999 passou a denominar-se Colégio Estadual Dezenove de Dezembro Ensino Fundamental e Médio.